# Athyrtis distincta
Athyrtis distincta är en fjärilsart som beskrevs av Richard Haensch 1905. Athyrtis distincta ingår i släktet Athyrtis och familjen praktfjärilar. Inga underarter finns listade i Catalogue of Life.